# Árvízvédelemért Szolgálati Jel
Az Árvízvédelemért Szolgálati Jel a magyarországi honvédelmi miniszter által adományozott kitüntetés. A természeti és ipari katasztrófák okozta környezeti károk elhárítása során tanúsított kimagasló helytállás elismerésére szolgál. A kitüntetést a 27/2002. (IV. 17.) HM rendelet alapította.